# Adolf Bode
Adolf Bode (* 4. Januar 1904 in Offenbach am Main; † 3. Juni 1970 ebenda) war ein deutscher Maler.

## Leben und Werk
Adolf Bode war Schüler der Offenbacher Kunstgewerbeschule, der heutigen Hochschule für Gestaltung Offenbach am Main. Zunächst Mitglied der Darmstädter Sezession, beteiligte sich Bode 1926 an der Gründung des Bundes Offenbacher Künstler und gehörte zu den ersten Künstlern, die ab 1927 über günstige Ateliers und Wohnungen im Rahmen eines Künstlerprogramms der Stadt gefördert wurden. Neben Bildern und Zeichnungen gestaltete Adolf Bode zahlreiche Wandmalereien in privaten und öffentlichen Gebäuden, unter anderem den Lichthof des Deutschen Ledermuseums, den er im Stil einer frühgeschichtlichen Felszeichnung schmückte. 1932 erhielt Bode den Georg-Büchner-Preis.
In der Zeit des Nationalsozialismus war Bode obligatorisch Mitglied der Reichskammer der bildenden Künste.

## Werke (Auswahl)
- Tauwetter (Öl; 1942 auf der Großen Deutschen Kunstausstellung)[3]
- Junge aus Bessarabien (Zeichnung, Kreide, Tusche; 1942 auf der Großen Deutschen Kunstausstellung)[4]

## Sicher belegte Teilnahme an Ausstellungen in der Zeit des Nationalsozialismus
- 1936: Essen, Grugagelände („Westfront 1936. Freie Kunst im neuen Staate“)
- 1938: Frankfurt/Main, Städelsches Kunstinstitut (Kunstausstellung des Hilfswerks für die deutsche bildende Kunst in der NS-Volkswohlfahrt)
- 1938: Frankfurt/Main, Lichthof der Industrie- und Handelskammer („Kunstausstellung. Betriebsausstellung der Deutschen Arbeitsfront, Gau Hessen-Nassau“)
- 1942: Wiesbaden, Nassauischer Kunstverein (Einzelausstellung mit Alfred Leithäuser)
- 1942: München, Große Deutsche Kunstausstellung